# 丹氏花蟹蛛
丹氏花蟹蛛（学名：Xysticus denisi）为蟹蛛科花蟹蛛属的动物。在中国，分布于内蒙古等地。该物种的模式产地在内蒙古。